# جون كلوسن
جون كلوسن (بالإنجليزية: John Clawson)‏ هو لاعب كرة سلة أمريكي سابق. شارك في دورة الألعاب الأولمبية وحقق ميدالية ذهبية. كما شارك في دورة الألعاب الأمريكية 1967 وحقق ميدالية ذهبية.

## الميداليات
| الميدالية | المسابقة                       |
| --------- | ------------------------------ |
| ذهبية     | الألعاب الأولمبية الصيفية 1968 |

## روابط خارجية
- جون كلوسن على موقع الاتحاد الدولي لكرة السلة (الإنجليزية)
- جون كلوسن على موقع سبورتس رفرنس (الإنجليزية)
- جون كلوسن على موقع كلية كرة السلة في سبورتس رفرنس.كوم (الإنجليزية)
- جون كلوسن على موقع بروبوليرز (الإنجليزية)
- جون كلوسن على موقع سبورتس رفرنس (الإنجليزية)
- جون كلوسن على موقع أوليمبيديا (الإنجليزية)